# Slowakische Nationalbibliothek

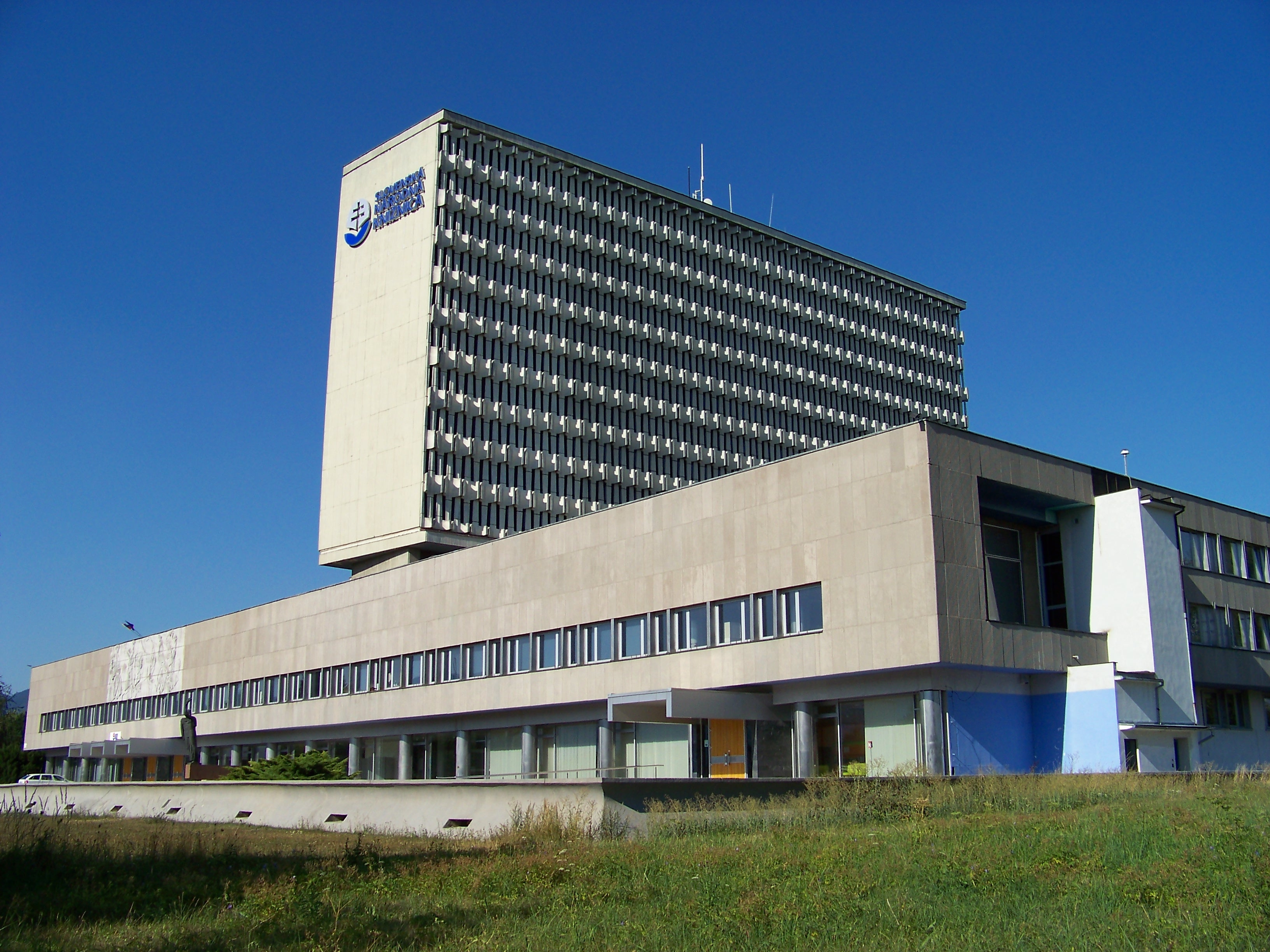
Die Slowakische Nationalbibliothek

Die Slowakische Nationalbibliothek (Slovenská národná knižnica) ist die Nationalbibliothek der Slowakei.
Die Bibliothek wurde im Jahr 1941 gegründet. Beheimatet ist sie in Martin und war ursprünglich in der Matica slovenská, dem slowakischen Kulturinstitut integriert. Im Jahre 2000 wurde sie von der Matica slovenská getrennt. Seither besteht sie als selbständige Institution und trägt den offiziellen Namen „Nationalbibliothek der Slowakischen Republik“ (slow. Slovenská národná knižnica). Sie ist heute im sog. „Dritten Gebäude“ der Matica slovenská untergebracht.

## Geschichte

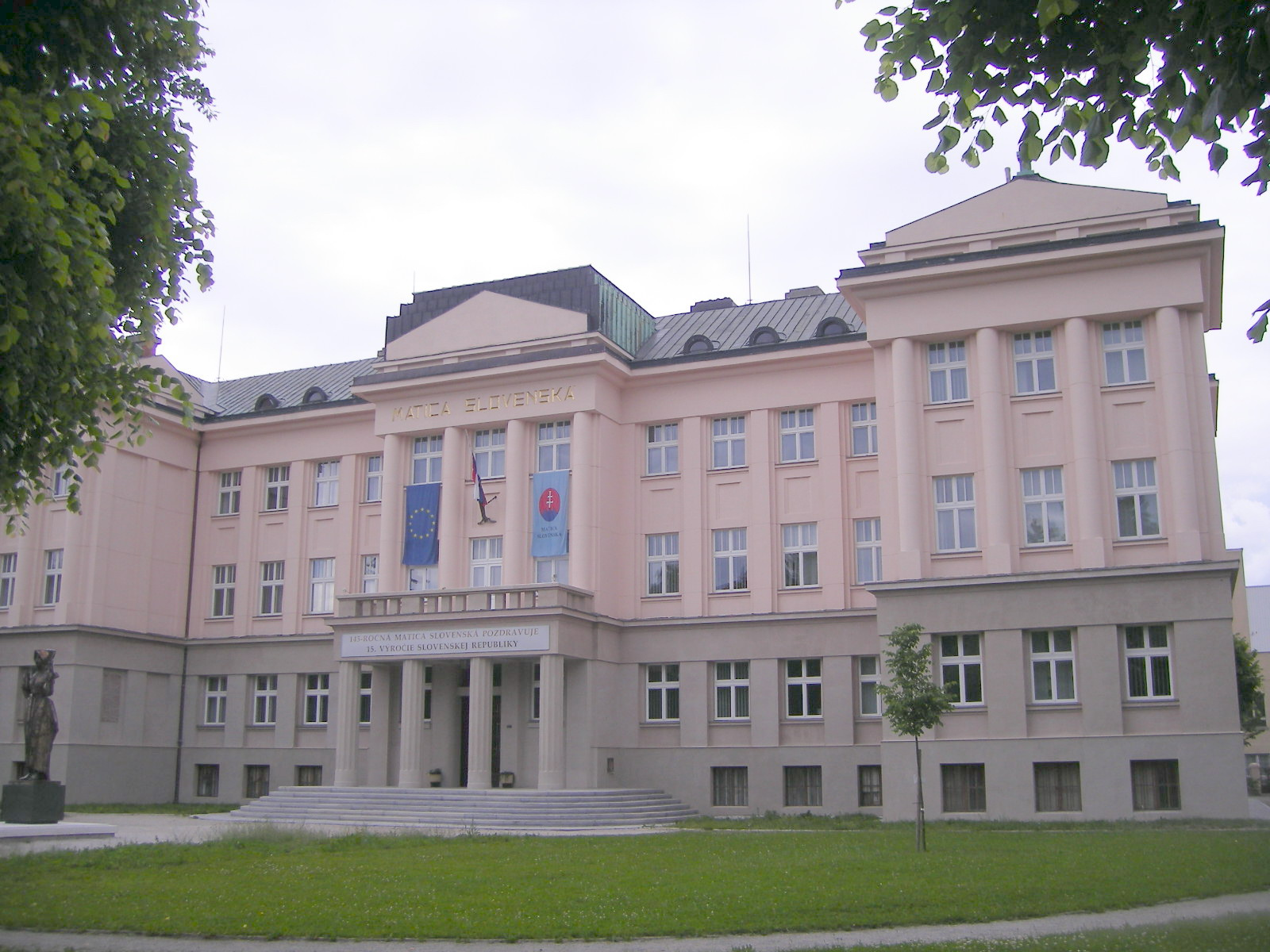
Das Hauptgebäude der Matica slovenská

Die Wurzeln der Entstehung gehen schon auf Kaiser Franz Joseph zurück. Das Oktoberdiplom versprach allen Völkern der österreichisch-ungarischen Monarchie gleiche Rechte zu. Allerdings konnten die Ungarn weitgehende Rechte der Slowaken verhindern, sodass der Kaiser nur die Gründung von drei Gymnasien und der Matica slovenská im Jahr 1863 genehmigte. Dieser unabhängige Verein in Martin bemühte sich um eine Sammlung von Büchern und Dokumenten, die die slowakische Kultur betrafen. Neben bedeutenden Wissenschaftlern hatte der Verein auch eine breite Mitgliederbasis in der ganzen Slowakei.
Die Basis der Bibliothek bildeten die Sammlungen des Staatsangestellten Martin Hamuliak (1789–1859) und dem Theologen Michal Rešetka. Hamuliak schenkte seine Sammlung schon in Hinblick auf den Verein dem Gymnasium in Banská Bystrica. Nach Angaben der Widmungsurkunde umfasste seine Sammlung 1.046 Titel. Viele der Bücher hatten zwar Bezug zur Slowakei, wurden jedoch nicht auf Slowakisch verfasst. Auch Bücher der antiken Literatur waren vorhanden. Die Bibliothek von Rešetka, der ebenfalls schon vor der Gründung des Vereins starb, gelangte über den Bischof von Nitra in die Hände des Vereins.
Der erste Aufbewahrungsort der Sammlungen war der Amtssitz des Bischofs Štefan Moyzes (1797–1869), dem ersten Vorsitzenden der Matica slovenská, in Banská Bystrica.
Die Nationalbibliothek hatte auch in ihrer Anfangszeit zahlreiche Spender, die Bücher der Sammlung zur Verfügung stellten. Es waren dies nicht nur Slowaken, sondern auch andere slawische Institutionen und Personen, unter ihnen auch Zar Alexander II.
Nach dem Tod Bischof Moyzes wurde die Sammlung nach Martin überführt und in einem eigenen Gebäude untergebracht und öffentlich zugängig gemacht.
Im Jahr 1875 wurde die Handlungsfähigkeit des Vereins durch das ungarische Innenministerium eingeschränkt. Schließlich wurde der Verein als antipatriotisch komplett aufgelöst. Zu diesem Zeitpunkt befanden sich etwa 10.000 Drucke und 20.000 Dubletten in der Sammlung. Sie wurden weiterhin in dem ursprünglichen Gebäude aufbewahrt und erst 1902 in das Komitatsmuseum in Nitra gebracht. Der größte der Sammlung verblieb in Nitra, nur kleine Teile kamen in die Széchényi-Nationalbibliothek nach Budapest. Spätere Untersuchungen zeigten, dass etwa 28 % des Bestandes slowakischen Bezug hatten und sowohl in slowakischer als auch ungarischer oder deutscher Sprache verfasst waren.
Im Jahr 1890 gründete sich der Verein Museum und Bibliothek (Múzeum a Bibliotéka) um die Arbeit der verbotenen Matica slovenská fortzusetzen. Damit die Sammlungen nicht durch die ungarischen Behörden beschlagnahmt werden konnte, wurden sie statutengemäß in den Besitz der Vereinsmitglieder übertragen. Im Jahr 1896 wurde der Bestand der Slowakischen Museumsgesellschaft (Muzeálna slovenská spoločnosť) in Martin übergeben. Diese Gesellschaft arbeitete ebenfalls als Verein und entstand auf Initiative des katholischen Pfarrers, Archäologen und Botanikers Andrej Kmeť.
Sowohl in der Zeit bis zum Ersten Weltkrieg als auch ab 1921, als die Slowakei zu dem neu gegründeten Statt Tschechoslowakei gehörte, erweiterten zahlreiche Spender laufend die Sammlungen durch Erbschaften und Schenkungen. 1910 umfasste die Sammlung rund 60.000 Bände.
Durch einen Umzug in ein neues Gebäude mit einem großen Lager im Jahr 1927 war eine schnellere Vergrößerung der Sammlungen möglich.
Nach der Neueröffnung der Matica slovenská im Jahr 1919 beschloss der Verein seine Sammlungen wieder der Matica zu überlassen. Erst in den 1940er Jahren kamen auch wieder Bestände der ungarischen Nationalbibliothek zurück.
Unabhängig von der Matica slovenská gab es in den 1930er Jahren bereits Überlegungen, eine Nationalbibliothek zu errichten. Im Jahr 1941 kam es tatsächlich zur Gründung. Diese Bibliothek wurde ebenfalls als Verein geführt und hatte ihren Standort ebenfalls in Martin, das somit über zwei wissenschaftliche Büchereien verfügte. Ab sofort bekam die neue Nationalbibliothek die üblichen Pflichtexemplare, verfügte aber über keine Räumlichkeiten, diese Sammlung zu bewältigen. So wurde bald auch eine Übersiedlung nach Bratislava an die Comenius-Universität Bratislava überlegt.
Bei den Kommunisten in der Nachkriegszeit war die Matica slovenská unerwünscht und fusionierte, um nicht unterzugehen, im Jahr 1953 mit der Nationalbibliothek. Im Folgejahr wurde alles mit der Funktion eines bibliographisch-bibliothekarischen Instituts verstaatlicht. Es entstand das Zentrum für das gesamte Bibliothekswesen der Slowakei. Nach der Aufhebung zahlreicher Klöster und Kirchen fielen große Bestände der Bibliotheken an die Nationalbibliothek. Auch Adelsbibliotheken kamen dazu.
Mitte der 1970er Jahre übersiedelte die Nationalbibliothek in einen Neubau um, in dem sie heute noch beheimatet ist. Beim Umzug wurden noch große Bestände katalogisiert, die bisher nicht erfasst waren.
Seit 1993 werden beschlagnahmte Bestände auf Grund verschiedener Restitutionsgesetze wieder an ihre ursprünglichen Besitzer zurückgegeben.
Die Slowakische Nationalbibliothek ist heute die größte Bibliothek der Slowakischen Republik mit einem Buchbestand von 4 900 000 Exemplaren.